# Leone Saracenopulo
Leone Saracenopulo (in greco Λέων Σαρακηνόπουλος?; fl. X secolo) è stato un militare e generale bizantino, era un comandante militare bizantino del X secolo, attivo nei Balcani nordorientali.

## Biografia
Leone Saracenopulo compare per la prima volta nel 971, alla fine della guerra rus'-bizantina del 970-971, quando viene nominato dall'imperatore Giovanni I Zimisce (regno 969-976) governatore militare (stratego) di Dristra/Dorostolon (l'odierna Silistra) sul Danubio. In precedenza, Sarakenopoulos era stato comandante (domestikos) del reggimento (tagma) d'élite  degli Hikanatoi. Poco prima del 975, la sua provincia fu ampliata e gli fu affidato anche il controllo dell'antica capitale bulgara, Preslav (ribattezzata Ioannopolis dall'imperatore Zimisce). Leone trasferì il suo quartier generale a Preslav, dove è stato scoperto un gran numero di sigilli che recano il suo titolo completo di “Protospatario e stratego di Ioannopolis e Dristra”. Da questa posizione, Saracenopulo supervisionò un importante programma di fortificazioni nella Dobrugia, per proteggersi da un altro attacco della Rus'. I forti romani del vecchio limes, da tempo abbandonati, furono rioccupati e restaurati, e furono create nuove installazioni.
Poco dopo il 976, quando scoppiò la rivolta dei fratelli Cometopuli, a Saracenopulo fu affidato il comando congiunto di Ioannopolis con il vecchio thema della Tracia, probabilmente per contrastare la ribellione. Avendo fallito in questo compito, fu richiamato a Costantinopoli intorno al 979. Lì, come consolazione, fu elevato al rango di patrikios e gli fu conferita la carica di Comes stabuli, mentre in un secondo momento, secondo i suoi sigilli, ricevette anche la carica di prōtostratōr.